# Adriaan Pieter Twent van Raaphorst
Adriaan Pieter Twent, heer van Raaphorst, noemde zich sinds 1795 'heer (sinds 1810 graaf) van Rozenburg', (Delft, 5 februari 1745 - Wassenaar, 28 juni 1816), was een Nederlands staatsman. Als zodanig was hij onder meer minister. Sinds 1811 was hij graaf van het Keizerrijk.
Hij was burgemeester van Gouda in 1785. Onder Lodewijk Napoleon was hij minister van Binnenlandse Zaken en van Waterstaat. Twent was eigenaar van Huize de Paauw te Wassenaar, de latere residentie van prins Frederik en thans raadhuis van Wassenaar.

## Loopbaan
De vermogende Delftse Oranjegezinde regent was zoon van de Delftse regent mr. Willem Twent en Agatha Hoogwerff. Twent werd tot jurist opgeleid aan de Universiteit Leiden waar hij op 27 februari 1764 promoveerde op een dissertatie genaamd "De mora rei fideisoris obligationem non augente". In 1765 huwde hij met de Delftse regentendochter Catharina Maria van Vredenburch (1746-1806).
Als zoon, schoonzoon en kleinzoon van regenten kon hij in het regententijdperk rekenen op bestuursfuncties. Hij werd in 1767 benoemd tot regent van de gasthuizen van Gouda en bleef dat tot 1777. Hij was onder meer lid van de vroedschap van Gouda van 1769 tot 1795. In deze periode vervulde hij tal van regentenfuncties in Gouda, zo was hij adjunct ter dagvaart, kerkmeester, politiemeester, commissaris huwelijkse zaken, schepen en schepencommissaris. Twent was in die tijd de rijkste inwoner van Gouda.
Twent vertegenwoordigde de stad Gouda van 1778 tot 1784 en van 1790 tot 1796 in de Staten van Holland en van 1790 tot 1795 in de Gecommitteerde raden van het Zuiderkwartier.
Op nationaal niveau was hij afgevaardigde voor de provincie Holland in de Staten-Generaal van 1778 tot 1784 en van 1787 tot 1795.
Op zijn landgoederen wijdde Twent zich als landheer aan de landbouw. Hij schreef verhandelingen over grondverbetering en veeziekten, onder meer over rotkreupel en duinbeplanting. Ook deed Twent fokonderzoek, waarvoor hij 40 koeien en enkele honderden schapen hield.
Na de afschaffing van de heerlijkheden en heerlijke rechten in 1795 kocht Twent de revenuen van de voormalige heerlijkheid Rozenburg. Ondanks dat hij slechts officieus 'heer van Rozenburg' was ging hij zich toch Twent van Rozenburg noemen.
Ondanks zijn Oranjegezindheid kreeg hij tijdens het bewind van Schimmelpenninck van 22 januari 1807 tot 1 januari 1809 in de sectie financiën van de Staatsraad de verantwoordelijkheid voor de waterstaat. Koning Lodewijk Napoleon, tot wiens vriendenkring Twent al spoedig behoorde, benoemde hem op 8 juli 1806 tot kamerheer, in 1807 tot lid van de Staatsraad, in 1808 tot minister van Binnenlandse Zaken, en in 1809 tot minister van Waterstaat.
Bij besluit van het Koninkrijk Holland van 18 mei 1810 beloonde Lodewijk Napoleon zijn trouwe dienaar met de titel "graaf van Rozenburg". Deze titel was de jure ongeldig omdat keizer Napoleon namens zijn broer bij Koninklijk decreet van 18 februari 1810 de Hollandse adel opgeheven had alsof deze nooit bestaan had. De Franse keizer Napoleon I benoemde Twent in 1811 tot lid van de Algemene Raad van het departement van de Monden van de Maas. De keizer maakte hem op 13 juni 1811 'comte de l'Empire'. Deze titel is in het Koninkrijk der Nederlanden nooit erkend.
Adriaan Pieter Twent van Raaphorst heeft in tal van functies de waterstaat gediend. Hij was hoogheemraad van Schieland van 1791 tot 1807, hoogheemraad van Rijnland in 1794, lid van de commissie van superintendentie over de rivieren van 1803 tot 1805, lid van de commissie van superintendentie over de waterstaat van 1805 tot februari 1807 en directeur-generaal van Waterstaat van 1 februari 1807 tot 1 januari 1809.
Twent was betrokken bij de instelling van de eerste ridderorde in Nederland, Hij was een van de eerste ridders in de Orde van de Unie en administreerde deze orde na 16 december 1806 als kapittelridder. Toen de Orde van de Unie de bezittingen van de Orde van Malta toegewezen kreeg was Twent een van de voor het beheer verantwoordelijke leden van de Raad van Administratie van de Orde van de Unie.
Toen Adriaan Pieter Twent van Raaphorst kinderloos overleed stierven ook zijn twee grafelijke titels uit. Zowel Adriaan Pieter als zijn vrouw Catharina Maria hadden bepaald dat hun begrafenis sober diende te geschieden, zodat er meer geld overbleef voor liefdadigheid. De nalatenschap bedroeg ƒ 518.404.

## Onderscheidingen
- Ridder in de Orde van de Unie, 1 januari 1807
- Commandeur in de Orde van de Unie, 16 februari 1807
- Grootkruis in de Orde van de Unie, 16 februari 1807
- Dignitaris (Grootkruis) in de Orde van de Beide Siciliën, 21 december 1808
- lid van het Legioen van Eer, 25 oktober 1811
- Grootkruis in de Orde van de Reünie, 22 februari 1812